# Blodbrødre (novellefilm fra 2013)
 For alternative betydninger, se Blodbrødre. (Se også artikler, som begynder med Blodbrødre)
Blodbrødre er en dansk novellefilm fra 2013, skrevet og instrueret af Stefan Kjær Olsen. Filmen er et socialrealistisk thrillerdrama der følger de to brødre Michael (Mads Koudal) og Johnny (David Garmark) i deres kamp for at redde Johnny ud af problemer med gangsterbossen Carsten (Bjarne Henriksen).
Filmen gik i marts 2014 ind på en førsteplads på Shortlist, Filmmagasinet Ekkos hitliste over danske kortfilm.